# O (ZONE)
Pour les articles homonymes, voir O.
Albums de ZONE
Z
(2002) N
(2004)
Singles
O est le 2e album du groupe ZONE, sorti sous le label Sony Music Records le 27 novembre 2002 au Japon.

## Présentation
L'album atteint la 3e place du classement de l'Oricon, et reste classé pendant 12 semaines. Il sort en format CD et CD édition limitée. L'album contient dix pistes dont, les face-A de leurs trois singles Yume No Kakera, Hitoshizuku, Akashi et sa face-B For Tomorrow; et six chansons inédites. Il est sorti le même jour que le single Shiroi Hana.

## Liste des titres
| 1.  | Akashi (証)                                          | 3:38 |
| 2.  | Sarariman (さらりーまん)                             | 4:06 |
| 3.  | Sae Zuri                                             | 4:45 |
| 4.  | For Tomorrow                                         | 3:56 |
| 5.  | GO!                                                  | 3:39 |
| 6.  | Yume No Kakera... (夢ノカケラ・・・ (Album Version)) | 4:09 |
| 7.  | Tashite.Hiite.Kakete.Watte (＋.－.×.÷)               | 4:39 |
| 8.  | Hitoshizuku (一雫)                                   | 4:12 |
| 9.  | confidentially                                       | 4:16 |
| 10. | Ashiato (足跡)                                       | 4:34 |